# ぼくらの運勢
『ぼくらの運勢』（ぼくらのうんせい）は松本テマリによる漫画作品。

## 概要
初出は『CIEL』、ASUKACOMICS CL-DXより2003年10月3日発行。ISBN 4-04-853685-0。ドラマCD化もされ、ムービックにて発売されている。また「恋する機械」と「制服とあなた」も同時収録されている。

## あらすじ
新田旭は運が悪いことが悩み。しかし、不思議なことに占い研究会顧問の六条先生のおはらいのキスをしてもらうと、一日安全に暮らせる。

## 登場人物
新田旭（にった あさひ）声 - 山本泰輔、幼少：歌原仁美
16歳の高校生。唯一の占い研究会部員。鉄骨が上から降ってくるなど、日常茶飯事に運が悪いことが悩み。次第に紀人に惹かれ恋人同士になる。実は子供の頃紀人に逢っている。
六条紀人（ろくじょう のりと）声 - 中原茂
占い研究会顧問であり、旭とは恋人同士でもある。「黒魔術を使う」「占いに使う人骨が山のようにある」「常に妙な液体を煮てる」などの噂があるが、（本当に）霊能力がある様子。